# Xenolepis
Xenolepis is een geslacht van vlinders van de familie bladrollers (Tortricidae), uit de onderfamilie Olethreutinae.

## Soorten
- X. dolichoschiza Diakonoff, 1973
- X. gabina (Meyrick, 1909)